# Søren Kragh-Jacobsen
Pour les articles homonymes, voir Kragh et Jacobsen.
Søren Kragh-Jacobsen, est un réalisateur danois, né le 2 mars 1947 à Copenhague, au Danemark. Il est marié à l'actrice Cæcilie Nordgreen et ils ont deux enfants, Gustav et Andreas, technicien de cinéma. 

## Biographie
Il commence une carrière dans la musique en publiant en 1975 l'album Motorvjen avec la chanson populaire Kender du det ?. Il fait ensuite des études cinématographiques à l'école du cinéma de Prague en Tchécoslovaquie. De retour au Danemark, en 1978, il réalise son premier long métrage du Vil se min smukke navle ? Réalisateur, il participe à la création du mouvement Dogme95. Il connait le succès avec Mifune (Mifunes sidste sang) en 1999 avec le Prix spécial du jury, Ours d'argent, au Festival de Berlin. Il est aussi réalisateur pour la télévision et la publicité.

## Filmographie

### Réalisation
- 1981 : Gummi Tarzan
- 1992 : The Boys from Saint Petri
- 1997 : L'Étoile de Robinson (Øen i Fuglegaden)
- 1999 : Mifune (Mifunes sidste sang)
- 2003 : Skagerrak
- 2005 : Nom de code : L'aigle - Saison 2 (série TV) Épisodes 1 - 2
- 2009 : What No One Knows
- 2010 : Borgen, une femme au pouvoir, série télé (2 épisodes)
- 2013 : I lossens time
- 2020 : Lille sommerfugl

### Scénario
- 1999 : Mifune (Mifunes sidste sang)

## Prix et récompenses
- Berlinale 1999 : Grand prix du jury pour Mifune
- 2008 : European Award d'honneur-Contribution européenne au cinéma mondial